# Taszkenek
A taszkenek vagy buckalakók (angolos írásmóddal: Tusken Raider vagy Sandpeople) a Csillagok háborúja elképzelt univerzumának egyik kétlábú, értelmes faja, amely a Tatuin bolygón él.

## Eredetük és elnevezésük
A taszkenek a Tatuin bolygó napégette sivatagai mélyén élő, mutáns, nomád életmódú humanoid nép. Főleg a Jundland Hulladékok sivatagban találhatók meg. Mivel roppant agresszíven védik területeiket és csak kevés idegent engednek maguk közé, a számos legenda, hiedelem és feltételezés mellett viszonylag kevés biztos dolgot lehet tudni eredetükről és biológiájukról.
Az angol név, "tusken raider", szó szerint "agyaras fosztogatót" jelent. Valójában a „taszken” megnevezés az emberek által lakott Fort Tusken (Taszken erőd) nevéből ered. Az emberek ebben az erődben élték túl az idegenek első támadását. A taszkenek többnyire inzultusnak tekintik, ha a Tatuin nem őshonos népei területeikre tévednek, az ilyen vándorokat rendszeresen megtámadják, kirabolják és megölik, és rendszeresek a határvidékeken élő emberi és más fajok telepei ellen való támadások és fosztogatások is. Legalábbis az olyasfajta telepesek, mint a tatuini párafarmerek, rettegnek tőlük és csak végszükség esetén merészkednek messzire védelem nélkül. Egyébként a taszkenek a sivatagban vándorolnak, hatalmas, de jobbára ártalmatlan hús-és hátasállataik, a banthák hátán.
Sokáig azt gondolták, hogy a taszkenek a ghorfák leszármazottai, azonban tudományosan ez a feltételezés nincs bebizonyítva. Néhány tudós szerint a buckalakók ősei valójában az emberek, de ezt cáfolja a taszkeneken végzett boncolás. Azon kevés buckalakón, amelyen elvégezték a boncolást, semmilyen emberi eredetre utaló jelet nem találtak; sőt a legtöbbjük kiborg szemmel rendelkezett. Más xenobiológus szerint a taszkenek a kumumgah nevű emberszerű fajból alakultak, tehát közös ősük van a dzsavákkal. Hogy a taszkenek a Tatuin bolygón fejlődtek-e ki, vagy máshonnan jöttek, még a buckalakóknak is rejtély, bár egyes legendáik füves pusztákkal borított Tatuinról szólnak. Ezekben a legendákban az úgynevezett Építők – a rakaták egyik felderítő csapata – érkezett a Tatuinra és rabszolgasorsra akarta juttatni az őstaszkeneket, mivel ezek felfedezték az űrrepülést és megharagították az Építőket. Az őstaszkeneknek sikerült visszaverniük a rakatákat, de a rakaták bosszúból felégették a bolygó füves pusztáit, sivatagot hagyva maguk után. A legendák szerint a taszkenek gyűlölete más fajok iránt onnan ered, hogy háborúztak az Építőkkel. Azonban az események írott forrásai későbbi időkre helyezik a történteket.
Körülbelül 400 évvel a Fort Tusken megtámadása előtt egy Alkhara nevű sivatagi bandita lemészárolta azt a buckalakó törzset, amelyik menedéket nyújtott neki. Állítólag ez idő óta nem bíznak a taszkenek más fajokban. Szintén az Alkhara-legendák szerint a taszkenek megnyúzzák áldozataikat, majd bantháik elé vetik őket. A harcban a taszkenek vért spriccelnek az ellenség felé, de ezt a hiedelmet csak a babonás párafarmerek terjesztették.

## Biológiai és kulturális jellegzetességek
A taszkent általában tetőtől talpig ruházat borítja, ez javarészt hosszú szövetcsíkokból áll, amelyeket a testük köré tekernek, valamint különféle, a homokviharok túléléséhez nélkülözhetetlen kiegészítőkből, mint pl. maszkok, légszűrők. Egy kis része sem érintkezik a külső világgal. A férfiak fejüket szövet sávokkal pakolják be, csak a lélegzőmaszknak és a szemvédőnek hagynak helyett. A nők és gyermekek sisakfélét viselnek. A taszkent ruházat nélkül csak a házaspárja láthatja. A buckalakóknak sikerült megszelídíteniük és betanítaniuk a Tatuinon őshonos banthákat. A gazda és a bantha között szoros és a legtöbbször életre szóló kapcsolat jön létre. Amikor rabolni akarnak, a taszkenek és bantháik libasorban járnak, hogy a nyomolvasók elől eltitkolják a létszámukat. Ha a banthát megölik vagy természetes halál által elpusztul, gazdája kimegy a sivatagba elmélkedni. Ekkor, ha a látomásában az egykori bantha szelleme jóváhagyja, a taszken új banthát szerezhet, viszont ha nem, akkor a buckalakó meghal a sivatagban. Ha a taszken hal meg, az ő bantháját küldik ki a sivatagba.
Habár a taszkenek agresszívek és erőszakosak, az erősen legyökerezett hagyományaik mindennapjaikra kihatnak. A fiatalok a felnőtté váláskor többféle ügyességi tevékenységen kell, hogy átessenek. Ezek közül talán a legnehezebb és veszélyesebb a krayt sárkánygyík vadászata. Mivel nincsen írásuk, a klán vagy törzs leginkább tisztelt tagja a krónikás. A krónikásnak (más szóval mesemondónak) kötelessége ismernie a klán minden tagjának az élettörténetét, ugyanúgy a klán történetét is. Szintén neki kötelező időnként elmondania szóról-szóra ezeket, hogy az idő haladtával ne változzon a történet, vagy ne értsék félre. Gyakran a mesemondó tanítványainak nehezebb és stresszesebb az életük, mint a fiatal harcosoknak; mivel ha egy kicsivel is téved, a mesemondó tanítványt megölik.
Agresszivitásuk ellenére a buckalakók tartózkodnak a párafarmerektől és a nagyobb párafarmok nyílt megtámadásától, mint ahogyan a párafarmerek is tartózkodnak attól, hogy bemerészkedjenek a sivatag mélyére és végleg „rendet tegyenek”; a kisebb csetepaték mellett kialakult egyfajta egyensúly. A taszkenek időnként meg-megtámadnak egy félreeső párafarmot, ezt sokszor félreértésből és nem vérszomjból teszik. Az is lehet, hogy veszélyben érzik az életlehetőségeiket és erőforrásaikat: pl. egy taszken hiedelem szerint (a Star Wars: Commander c. videójáték alapján) a Tatuin sivatagaiban található víz minden cseppje szent, és a természetfeletti erők által kizárólag a taszken fajnak lett megígérve, mialatt a párafarmok ezt a megszentelt szubsztanciát csapolják meg észrevehető mennyiségben.
Nomád életmódjuk miatt a buckalakók gyorsan szétszedhető sátrakban laknak. Mindegyik törzsnek megvan a saját karavánja; ezekkel utaznak a tápláléklelő helyekre vagy éppen kitérnek egy krayt sárkánygyík útjából. Csakis a törzsfőnök ismeri személyesen törzsének az összes tagját; az ő kötelessége létrehozni a megfelelő házasságokat és erőben tartani a törzset. Mivel e nép két legfontosabb tevékenysége a vadászat és a védelem, a fiatalok kemény kiképzés árán válhatnak felnőtté.
A taszken két legfontosabb háziállata a bantha és a massiff.
Fegyverként a taszkenek primitív, fémlövedékes karabélyokkal rendelkeznek, valamint közelharcra a gaderffii nevű, középhosszú nyelű (1-1,5 méter), buzogány- vagy lándzsaszerű eszközt használják, amelynek egyik vége általában bunkós és nehezebb, másik végén pedig egyedi kiképzésű szúró- vagy vágópengék találhatóak. Foglyaikat vagy megölik (Shmi Skywalkert egy teljes hónapig kínozták, mielőtt belehalt volna a sebeibe), vagy a kegyetlen sivatagi vándorlásba halnak bele, amelyet a taszkeneken kívül csak a legedzettebbek bírnak ki. Csecsemő vagy gyerek foglyokat azonban még ők is ritkábban ölnek meg szándékosan ilyen módon, több példa is mutatja, hogy a megölt ellenséges szülők gyermekeit befogadták és felnevelték (mint pl. A'Sharad Hett Jedi-lovag anyja, vagy Tahiri Veila).

## Megjelenésük a filmekben
A'Sharad Hett jedi lovag taszkenek között nevelkedett. A taszkenek hagyományos öltözékét viselte a klónháborúk idején is.
A Klónháborúk előtt Anakin Skywalker anyja, Shmi a taszkenek fogságába esett, akik egy rituálé során kegyetlenül megkínozták. Anakin a nyomára jutott a táboruknak, és miután anyja belehalt a sérüléseibe, Anakin haragjában mindenkit lemészárolt a fénykardjával.

## Megnevezett taszkenek
- RR'uruurrr: egy férfi buckalakó a IV. epizódban. URoRRuR'R'R társa. Míg URoRRuR'R'R Luke-kal harcolt, RR'uruurrr elkezdte kirabolni Luke járművét, de Ben Kenobi elijesztette őket.
- Ur'Ru'r: egy férfi buckalakó. Elkísérte társait a Jundland Hulladékokig (Új remény).
- URoRRuR'R'R: egy férfi buckalakó, a taszkenek vezetője a IV. epizódban. Amikor Luke és C-3PO elindult megkeresni R2-D2-t, Luke távcsővel nézte a buckalakókat, amikor URoRRuR'R'R hirtelen megjelent és Luke-ot leütötte. A buckalakókat Ben Kenobi ijesztette el.
- UrrOr'RuuR: egy férfi buckalakó, a Boonta-esti futamon megpróbált légifogatokat lelőni.
- RuuR'Ur: egy férfi buckalakó, a Boonta-esti futamon légifogatokat próbált eltalálni. Az első körben eltalálta Anakin légifogatát.
- Orr'UrRuuR'R: egy buckalakó férfi, egyike azoknak a taszken rablóknak, akik megpróbáltak a Boonta-esti futamon lelőni légifogatokat. A második körben eltalálta Anakin járművét, de annak nem lett nagy baja.
- Orr Agg R'orr: egy buckalakó férfi, aki arról vált híressé, hogy lelőtte fogatjában Teemto Pagaliest a Boonta-esti futam alatt a Tatuinon. Később Jango Fett fejvadász végzett a taszken rablóval, akinek fejéért 3000 kreditet kapott a Pagalies családtól.
- Rrr'ur'R: habár nem taszken, hanem bantha, de meg van nevezve; ez URoRRuR'R'R banthája.